# Groch ze słoniną
Groch ze słoniną – danie dawnej kuchni polskiej, wykonywane z ugotowanego na gęsto, zwykle przetartego grochu z dodatkiem stopionej słoniny. Było spożywane od średniowiecza przez wszystkie warstwy społeczne. Stanowiło niezbędny element uczty szlacheckiej. Wzmianki o nim znalazły się w licznych dziełach literackich, pisanych przez Polaków i cudzoziemców. Z czasem popadło w zapomnienie.

## Receptura
Potrawę wykonywano z ugotowanego na gęsto grochu, zwykle przetartego, do którego dodawano jako omastę tłuszcz i skwarki wytopione ze słoniny. Jako przykładowy można zacytować przepis stosowany w kuchni wojskowej w okresie II Rzeczypospolitej:

GROCH ŁUPANY ZE SŁONINĄ

 Na jedną porcję potrzeba:

 – 150 g grochu łupanego,

 – 20 g słoniny,

 – 1 g cebuli świeżej.
Groch łupany po zagotowaniu zalewa się wprost gorącym roztopionym tłuszczem z przyrumienioną cebulą, soli i dobrze miesza, a wreszcie ponownie polewa tłuszczem.

## Historia dania

### Do XVI wieku
Ugotowany na gęstą papkę groch okraszony słoniną jadano w Polsce co najmniej od średniowiecza. Wiadomo, że groch ze słoniną należał do ulubionych potraw króla Zygmunta III Wazy. W wieku XVI należał do codziennych potraw na stole szlacheckim i pańskim.

### Wiek XVII i XVIII
Groch ze słoniną był w tym okresie jedną z podstawowych potraw obiadowych kuchni chłopów, która stała się, wobec ich fatalnej sytuacji prawnej i ekonomicznej, prawie całkowicie pozbawiona potraw mięsnych. Podobnie jak wcześniej, w wieku XVII nadal groch ze słoniną był jedną z codziennych potraw także na stole szlacheckim, o czym zaświadcza zachowany kontrakt na rok 1638, na mocy którego burmistrz Bełżyc Jan Nemorecki miał zapewnić na czas nauki w miejskiej szkole stancję synom szlachcica Jana Drohojowskiego oraz mieszczanina lubelskiego Tomasza Mirusa, a także ich nauczycielowi. Umowa określała wyżywienie młodych ludzi: jedną z wymienionych w niej potraw był groch ze słoniną, który miał się regularnie pojawiać na stole jako „jarzyna druga”, na zmianę z kapustą kwaszoną bądź świeżą ze słoniną, z zastrzeżeniem, że „ale słonina żeby nie była żółta, ale chędoga”.
Wzmianki o grochu ze słoniną i roli tej potrawy w kulturze staropolskiej zachowały się także w licznych tekstach źródłowych, w tym także autorstwa obcokrajowców. Wiele z nich podkreślało, jak bardzo Polacy lubili tę potrawę i jak chętnie ją spożywali, bez różnicy stanu społecznego. Francuski inżynier i kartograf markiz Guillaume Beauplan, który w latach 1630–1648 pracował w służbie królów polskich z rodu Wazów: Zygmunta III, Władysława IV i Jana Kazimierza, we wspomnieniach Ciekawe opisanie Ukrainy polskiej i rzeki Dniepru od Kijowa aż do miejsca gdzie rzeka ta wrzuca się w morze tak opisywał ucztę magnacką na wschodnich kresach Rzeczypospolitej:

Po tem daniu zastawiają różne potrawki i frykasy jako to groch ze słoniną (bez którego nie ma u Polaków uczty i który tak lubią że go nie jedzą, ale połykają) dają także kasze jaglaną, jęczmienną, jajeczną, nakoniec małe kluseczki greczane z mlekiem makowem; te mniemam iż jedzą dla tego by się napełnić do ostatka, a potem spać dobrze.

Ulrich von Werdum z Fryzji, który w latach 1670–1672 podróżował po Rzeczypospolitej, odnotował
:

Żrą chętnie tłusto. Częstowali nas świeżym serem smażonym na maśle i grochem gęsto zmieszanym ze słoniną w kostki pokrajaną.

O potrawie tej wspominał Bernard O’Connor, lekarz przyboczny króla Jana Sobieskiego:

Na obiad zawsze musi bydź groch rościerany z wieprzowiną.

Spośród Polaków, o grochu ze słoniną opowiada Wacław Potocki w zestawionym w 1677 zbiorze fraszek Iovialitates, albo żarty y fraszki rozmaite. Pewien Polak przebywający we Włoszech zachorował i był leczony przez miejscowego doktora, który między innymi kazał mu przestrzegać diety. Chory coraz gorzej się czuł od tej kuracji, postanowił więc w tajemnicy odstąpić od zaleceń doktora:

[...]

Idź rzecze Chłopcu chyżo, miasto do Apteki

Na Rynek, niechay będźie groch, Słoniny sztuka

Na Obiad, lecz y sam milcz y przestrzeż Hayduka

[...]

Polak ozdrowiał, budząc tym podziw lekarza, który następnym razem postanowił użyć tej samej metody leczenia. Gdy więc pewien Włoch zachorował, kazał mu przyrządzić groch ze słoniną i jeść go „do ostatniej łyżki”. Włoch tego leczenia nie zniósł i po trzech dniach zmarł. Lekarz

[...]

Ow też do ksiąg przypisał, że Słonina z Grochem

Samym służy Palakom nie zgodzi się z Włochem.

Krzysztof Opaliński w roku 1642 tak pisał w satyrze Na zbytki w częstowaniu i bankietach w cyklu Satyry albo przestrogi do poprawy rządu i obyczajów w Polsce, ukazując groch ze słoniną jako element dawnej tradycji, ustępującej nowym modom:

[...]

Azasz tak za cnych przodków i starych Polaków

Bywało: gdy nie znano na stołach bogatych

Co to pasztet, co ciasto, albo galarety,

O biankach nie pytaj ani marcepanach,

Chybaby na weselu. Misy więc stawiano:

Jednę z mięsem wołowém, drugie z jarzynami

A czwartą z grochem, w którym słonina pływała,

Jak wieloryb po morzu. Półmisków nie było

Na pogotowiu śrebrnych. Nie dawne to czasy,

Gdy dla gry saméj tylko, pierwszy talerz śrebrny

Na stole był widziany. Sam król jadł na śrebrze,

wszyscy inni na cynie.

[...]

Jednak w wieku XVII ten sam groch ze słoniną wśród szlachty był już potrawą staromodną i jadaną przede wszystkim przez uboższych, najbardziej konserwatywnych jej przedstawicieli. Na przełomie XVII i XVIII wieku groch ze słoniną był elementem wyżywienia ubogich chorych w szpitalu św. Łazarza w Warszawie. Zarazem ta sama potrawa bywała spożywana na dworze królewskim. 3 sierpnia 1735 obchodzono w Warszawie święto Orderu Orła Białego i zarazem imieniny króla Augusta III Sasa. Po uroczystościach i nadaniu orderu dziesięciu nowym kawalerom oraz obiedzie na zaproszenie króla, odbyły się zawody w strzelaniu do tarczy. Udział w nich wziął król, królowa i najwyżsi dostojnicy dworu oraz korpusu dyplomatycznego. W kolejnych rundach nagrodami były tradycyjne dania kuchni polskiej.

Przy drugiéj kolei strzałów. Pierwszy dank odniósł General Leitnant Xiąże Lubomirski. Był to talerz Grochu ze Słoniną.

Innymi nagrodami kulinarnymi był marcepan z kieliszkiem wina, czernina z zająca podana z chlebem i piwem, kiełbasa z kapustą i śledzie z kwaszonymi ogórkami.

### Wiek XIX i później
Groch ze słoniną jadany był w XIX wieku przez ludzi zupełnie niskiego stanu. Ilustruje to pieśń kolędników z Kaszub, odnotowana przez Zygmunta Glogera:

Gdybyś się w naszych Kaszubach rodził,

Nie takbyś się był Jezuniu głodził:

Na każde śniadanie, miałbyś przysmażanie,

Z masłem bułeczkę, mleka szklaneczkę.

[…]

A na wieczerzę z naleśnikami

Byłyby kiszki wraz z pierogami:

Byłby groch ze słoniną, rzepa z baraniną,

I wytuczone ptaszki pieczone.

[…]

Nadal pojawiały się także przekazy, w których groch ze słoniną występował wprawdzie jako tradycyjna potrawa polska, ale wypierana ze stołów przez zagraniczne obyczaje kulinarne. W dziele Jan z Tęczyna Julian Ursyn Niemcewicz przedstawił groch ze słoniną jako element dawnej polskiej tradycji szlacheckiej i magnackiej:

Takeś się przyjacielu, rzekł młody Tęczyński, w zbieraniu wzorków z nas wszystkich zapędził żeś i o jedzeniu zapomniał. --- Cóż mam jeść? odpowie, kiedy się znajduję w jakimścić malowanym lesie, gdzie mię rozmaite straszą potwory. Tu stoi ubrana w fereły i pontaliki Panna, mogęż się odważyć nóż mój w piersi jej utopić? nie porwie się ręka moja na te ogromne dęby z żołędziami; nie zerwie tych rozlicznych kwiatów, szkoda ich, wkrótce stratowanemi będą; oto z jednej strony leci pozłocisty baran, z drugiej otwiera paszczę lew posrebrzany; z tej wieży migdałowej zlatuje kur złotopierzysty. Dla szalonego Orlanda gody takie, przydał, nie dla mnie. Tu postrzegłszy misę z grochem i ze słoniną, najmilszą przedtem Polakom potrawę: przecież, zawołał, widzę ludzką strawę jakąś której skosztować wolno. To mówiąc nakładł sobie pełny talerz grochu ze szperką i jął smaczno pożywać. Zdrowsze to, rzecze, niż wasze sapory wasze z migdałów klejem zlepione ciasta, cóż dopiero gdy lać na nie zaczniecie owe muszkatelle, witpachery, rozbery, rywały, małmazye, alikanty a jakże z tem wszystkiem chłop ma się mieć dobrze?

Groch ze słoniną jako potrawę odchodzącą w przeszłość wymienia także Józef Ignacy Kraszewski w (fikcyjnym) opisie uczty wydanej przez księcia Konstantego Ostrogskiego na zamku w Dubnie:

Po pierwszém daniu, na znak marszałka, zdjęto je razem z piérwszym obrusem, a drugie zastawiono z samych pieczeni różnego rodzaju składające się, zwierzyny, ptastwa i ryb. Mimo wspaniałości uczty, spostrzedz było można także na stole, potrawy bardzo nawet pospolite jak naprzyklad: dziś tak wzgardzony groch ze słoniną i kaszę rodzimą naszą. Nakoniec po zdjęciu drugiego obrusa, nastąpiło trzecie danie z samych łakoci złożone.

Jeśli chodzi o książki kucharskie, to przepisy na tę potrawę podaje Maria Ochorowicz-Monatowa, choć nie używa już jej historycznej nazwy:

47. Groch żółty zwyczajny. Zwykły groch suchy, najlepiej jest namoczyć dzień naprzód w letniej wodzie, bo się potem szybko i równo zgotuje. Namoczony wprzód odcedzić i nalać świeżą wodą, można podać na koniec noża sody oczyszczonej i gotować tak długo, aż będzie zupełnie miękki. Potem dopiero posolić, a przed wydaniem wyrzucić na durszlak i wyłożywszy na półmisek, polać masłem ze zrumienioną bułeczką, lub zasmażoną słoniną ze skwarkami.
48. Purée z grochu suchego. Ugotować groch zwykły okrągły żółty lub omielony jak poprzednio; przefasować przez durszlak, rozbić rosołem lub smakiem z wędzonki albo szynki, a podając do mięsa lub wędlin, oblać masłem ze zrumienioną bułeczką lub stopioną słoniną.

Z kolei bardzo popularne książki kucharskie Marii Marciszewskiej Kucharka szlachecka i Lucyny Ćwierczakiewiczowej
365 obiadów za pięć złotych nie podają przepisów na żadne danie podobne do grochu ze słoniną.
W siłach zbrojnych II RP groch ze słoniną był jedną z potraw serwowanych żołnierzom, a w XXI wieku grupy rekonstrukcyjne przyrządzają groch ze słoniną wedle wojskowych receptur kuchennych z tego okresu, przytoczonych wyżej w sekcji Receptura. Zbiorowe dzieło Kuchnia polska podaje przepis na pureé z grochu, oznaczony jako danie typowe dla kuchni polskiej, powtarzający bez istotnych zmian przepis wojskowy. W pracy naukowej o historii kuchni polskiej w 2015 roku groch ze słoniną został określony jako polska „niemalże potrawa narodowa”.